# Soul Makossa
«Soul Makossa» es una canción lanzada como sencillo en 1972 por el saxofonista y compositor camerunés Manu Dibango. A menudo se cita como uno de los primeros álbumes de disco.

## Historia
En 1972, David Mancuso encontró una copia en una tienda de discos de Brooklyn y, a menudo, la tocó en sus fiestas The Loft . La respuesta fue tan positiva que las pocas copias de "Soul Makossa" en la ciudad de Nueva York fueron compradas rápidamente. Frankie Crocker, quien tocó en WBLS, fue la emisora de radio negra más popular de Nueva York.  Dado que el lanzamiento original fue desapercibido, al menos 23 grupos lanzaron rápidamente versiones de portada para capitalizar la demanda del registro.
Más tarde, en 1972, Atlantic Records, con sede en Estados Unidos, obtuvo la licencia de la versión original de Manu Dibango del sello francés Fiesta, y la lanzó como sencillo (con la canción «Lily» en el lado B). El sencillo alcanzó el puesto # 35 en la lista Billboard Hot 100 de EE. UU . En 1973, la versión original de DiBango y una versión de Afrique estuvieron en la lista Billboard Hot 100 de los EE. UU. al mismo tiempo. La canción también se convirtió en un éxito internacional que llevó a más versiones de varios grupos en todo el mundo.
La canción es conocida por el estribillo vocal "ma-mako, ma-ma-sa, mako-mako ssa", que fue adaptada y utilizada en canciones de muchos artistas prominentes, como «Wanna Be Startin Somethin» de Michael Jackson en su álbum Thriller (1982) y el exitoso sencillo de Rihanna «Don't Stop the Music» de Good Girl Gone Bad (2007). 
«Soul Makossa» se grabó originalmente como el lado B de «Hymne De La 8e Coupe D'Afrique Des Nations», una canción que celebra la adhesión del equipo nacional de fútbol de Camerún a los cuartos de final del torneo de fútbol de la Copa Africana de Naciones, como los juegos de Camerún por primera vez; las letras fueron escritas por el poeta y musicólogo cameruniano SM Eno Belinga. Manu Dibango luego grabó una nueva versión para su álbum de 1994, Wakafrika, titulado «Mouvement Ewondo».
En 2011, una segunda versión de la canción titulada «Soul Makossa 2.0» fue grabada en Francia por Manu Dibango y Wayne Beckford y se emitió como el primer sencillo del álbum de Dibango, Past Present Future . Les Nubians también incluyó su propia versión de «Soul Makossa» titulada «Nü Soul Makossa (featuring Manu Dibango)» en su álbum de 2011 Nü Revolution .

## Sencillo de 1973

### Listado de pistas
1. «Soul Makossa» - 4:30
2. «Lily» - 3:02

### Posicionamiento en listas de éxitos
| Listas (1973)                             | Posición más alta |
| ----------------------------------------- | ----------------- |
| Estados Unidos Billboard Hot 100          | 35                |
| Estados Unidos Billboard Hot Soul Singles | 21                |
| Francia SNEP                              | 17                |

## Adaptaciones y samples
El estribillo de la canción consiste en la frase "ma-mako, ma-ma-sa, mako-mako ssa", que es un juego de palabras con "makossa", el principal género musical de Dibango. Después de la popularización de la canción, la frase fue adaptada y utilizada en varias canciones populares, incluidas las siguientes:
- 1973: «Watergrate» ‒ Dickie Goodman
- 1973: «Sessomatto» ‒ Armando Trovaioli
- 1974: «Do It Good» - KC & the Sunshine Band
- 1982: «Wanna Be Startin' Somethin'» ‒ Michael Jackson
- 1982: «Funky Soul Makossa» ‒ Nairobi & The Awesome Foursome
- 1988: «Girl You Know It's True» (N.Y. Subway Extended Mix) ‒ Milli Vanilli
- 1988: «A Day In The Life» ‒ Black Riot ft. Todd Terry
- 1989: «Pump Your Fist» ‒ Kool Moe Dee
- 1989: «Fast Lane» ‒ Urban Dance Squad
- 1989: «Warm It Up, Kane» ‒ Big Daddy Kane
- 1990: «Rhythm (Devoted To The Art Of Moving Butts)» ‒ A Tribe Called Quest
- 1990: «Butt Naked Booty Bless» ‒ Poor Righteous Teachers
- 1991: «Trophy» ‒ Geto Boys
- 1991: «Naked» ‒ Nicki Richards
- 1991: «On The House Tip» ‒ Marky Mark & The Funky Bunch
- 1992: «Benvenuti Nella Giungla» ‒ Jovanotti
- 1994: «Mama Say» ‒ Bloodhound Gang
- 1994: «Samba Makossa» ‒ Chico Science
- 1994: «Amma Dekh Tera Munda Bigda» ‒ Bali Brahmabhatt & Alka Yagnik
- 1996: «Cowboys» ‒ Fugees
- 1996: «Do That To Me» ‒ The Lisa Marie Experience
- 1996: «Get Funky» ‒ Casino
- 1997: «Ojo Por Ojo» ‒ Makiza
- 1997: «Face Off» ‒ Jay-Z ft. Sauce Money
- 1997: «Intro/Court/Clef/Intro» ‒ Wyclef Jean
- 1998: «Gettin' Jiggy Wit It» ‒ Will Smith
- 1998: «Startin' Something» ‒ Lord Tariq & Peter Gunz
- 1998: «Viva!» ‒ Makossa Magic
- 1999: «Macosa» ‒ Outsidaz ft. Eminem
- 2000: «Feelin' So Good (Video Version)» ‒ Jennifer Lopez ft. Big Pun and Fat Joe
- 2002: «Up And Down (In And Out)» ‒ Deborah Cox
- 2002: «4 Tribes» ‒ Organ Donors
- 2003: «Hailie's Revenge (Doe Rae Me)» ‒ Eminem ft. Obie Trice and D12
- 2005: «Algo Más Que Música» ‒ El Chojin
- 2005: «Mama-Kossa» ‒ Back To Basics
- 2006: «Mama Say Mama Sa» ‒ The Caramel Club
- 2007: «Don't Stop The Music» ‒ Rihanna
- 2008: «Brooklyn Girls» ‒ Charles Hamilton
- 2008: «Havenhurst Prophet Posse» ‒ Jib Kidder
- 2009: «MaMaSé» - K3
- 2010: «Hands In The Air» ‒ Girl Talk
- 2010: «Lost In The World» ‒ Kanye West ft. Bon Iver, Alicia Keys,  and Charlie Wilson
- 2011: «You See Me» ‒ Childish Gambino
- 2012: «Farewell American Primitive» ‒ Ariel Pink's Haunted Graffiti
- 2014: «Big Momma's House» - Kryder & Tom Staar
- 2017: «Changa» - Addison Groove

## Versiones
- The Gaytones (1972) - "Club Africa" - 1999
- Catelli Trinidad All Stars Steel Orchestra (Village)
- Fania All Stars Live San Juan 73 (Fania, 2009)[10]
- Guerra '78 (Discolando)
- Jablonski (Randy's)
- Babatunde Olatunji (Paramount, 1973)
- Lafayette Afro Rock Band (Musidisc, 1973)
- Afrique (Mainstream Records, 1973)
- All Dyrections (Buddah Records, 1973)
- Nairobi Afro Band (Town Hall Records, 1973)
- Simon Kenyatta Troupe (Avco Embassy Records, 1973)
- Mighty Tom Cats (Paul Winley) (pirated version; identical to DiBango's original)
- Pop Highlife Band (Makossa)
- Saviñon, Victor (Oro Disco)
- The Afrosound (Discos Fuentes, 1973)
- Zamot, Johnny (Mericana)
- Afrika Bambaataa (Tommy Boy, 2004)
- Yolanda Be Cool and DCUP, 2015[11]
- Pino Presti - "To Africa / Soul Makossa" (Best Record, 2017)[12]

## Controversia judicial por plagio
El exitoso sencillo de Rihanna de 2007, «Don't Stop the Music», utiliza samples del sencillo de Michael Jackson de 1983 «Wanna Be Startin' Somethin'». En febrero de 2009, Dibango presentó una demanda contra los dos cantantes, alegando que ambas canciones robaron su "mamá-sa mama-sa mama ma-ko-sa" de «Soul Makossa» sin permiso. Según Agence France-Presse, Jackson admitió que tomó prestada la línea para «Wanna Be Startin' Somethin'»  y se retiró de la corte. Cuando Rihanna le pidió permiso a Jackson en 2007 para samplear la línea, supuestamente aprobó la solicitud sin comunicarse con Dibango de antemano. Los abogados de Dibango llevaron el caso ante un tribunal de París, exigiendo 500.000 euros en daños y a Sony BMG, EMI y Warner Music se les "prohibió recibir ingresos relacionados con 'mama-say mama-sa' hasta que se resuelva el asunto". Sin embargo, el tribunal de París rechazó su moción por ser ilegítima debido a que solicitó con éxito que su nombre apareciera en los lanzamientos de Rihanna de la canción un año antes. El tribunal de París dictaminó que con este acuerdo el artista africano renunció a cualquier otra reclamación.